# CSG 65CE02

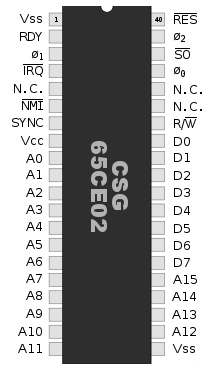
Piedinatura del CSG 65CE02.

Il CSG 65CE02 è una CPU prodotta da Commodore Semiconductor Group (CSG), precedentemente nota come MOS Technology, specificatamente progettata per essere integrata nel microcontrollore CSG 4510, che doveva essere l'unità centrale del mai commercializzato Commodore 64DX/C65. È stata usata anche nella scheda di espansione Commodore A2232 dell'Amiga.

## Dettagli tecnici
Il 65CE02 è una delle CPU appartenenti alla famiglia 65xx, tutte derivanti dal MOS 6502. Specificatamente, il 65CE02 riprende l'architettura del 6502 ma anche elementi di CPU successive, quali il WDC 65C02 ed il GTE 65SC02. Da quest'ultima CPU deriva anche l'HuC6280 utilizzato nella console PC Engine di NEC. Il 65CE02 è realizzato in tecnologia CMOS e può operare con una frequenza di clock da 2 a 10 MHz, a seconda delle versioni. L'architettura interna è stata ottimizzata rispetto a quella del 65C02/65CS02, così che il codice 65xx può essere eseguito con una velocità maggiore del 25% a parità di clock: grazie a ciò ed al clock maggiore, il tempo di esecuzione del codice 65xx può essere ridotto fino ad un massimo del 350% (con clock a 10 MHz).
Sono state introdotte 24 nuove istruzioni, alcune delle quali per manipolare in modo più efficiente i bit ed il puntatore allo stack è stato espanso a 16 bit. Sono stati aggiunti 2 nuovi registri, il registro indice "Z" ed il registro "B", che serve a selezionare quale pagina di memoria usare come "pagina zero".